# Карл Халір
Карл Халір (нім. Carl Halir, справжнє ім'я Карел Галірж, чеськ. Karel Halíř; 1 лютого 1859 Хоенельбе, нині Чехія — 21 грудня 1909, Берлін) — чесько-німецький скрипаль і музичний педагог.

## Життєпис
Навчався в Празькій консерваторії у Антонія Бенневіца, потім в Берліні у Йозефа Йоахіма. У 1876—1879 роках — перша скрипка в оркестрі Беньяміна Більзе, потім концертмейстер в Кенігсберзі, Мангеймі і в 1884—1894 роках в Веймарі.
Творча співдружність зі своїм учителем Йоахімом, що почалася в 1884 році тріумфальним виконанням подвійного концерту Йоганна Себастьяна Баха на бахівському фестивалі в Ейзенаху, привела в 1894 році до запрошення Халіра першою скрипкою в оркестр Берлінської опери і професором в Берлінську Вищу школу музики. У 1888 році Карл Халір одружився з оперною співачкою з Берліна, Терезою Цербст (1859—1910). У 1896 і 1897 роках Халір з великим успіхом гастролював в США, виконуючи, серед іншого, твори Людвіга ван Бетховена, Луї Шпора, Петра Ілліча Чайковського. У 1897 році він змінив Генріха де Ану за пультом другої скрипки в знаменитому квартеті Йоахіма, після смерті вчителя керував власним квартетом, виступав також у складі фортепіанного тріо з Георгом Шуманом і Хуго Дехертом. 19 жовтня 1905 в Берліні вперше виконав остаточну редакцію Скрипкового концерту Сібеліуса та Дивертисмент Чарлза Мартіна Лефлера, раніше відкинутий Фріцем Крейслером і Еженом Ізаї через технічну складність (диригував Ріхард Штраус).
Написав навчальний посібник «Новий курс скрипкових гам» (нім. Neue Tonleiterstudien für Violine; 1896).
Помер в Берліні в 1909 році.
Серед його учнів був Девід Маннес.